# Championnat du monde masculin de volley-ball des moins de 23 ans
Les Championnats du monde masculin de volley-ball ont été créés par la Fédération internationale de volley-ball en 2013 et ont eu lieu pour la première fois en Brésil.
Ils se déroulent tous les 4 ans, et regroupent les meilleures équipes de chaque continent (au moins 2 équipes par continent sont présentes).

## Palmarès
| Année | Organisateur | Champion | Finaliste | Troisième | Quatrième |
| ----- | ------------ | -------- | --------- | --------- | --------- |
| 2013  | Uberlândia   | Brésil   | Serbie    | Russie    | Bulgarie  |

## Tableau des médailles
| Rang | Nation | Or | Argent | Bronze | Total |
| ---- | ------ | -- | ------ | ------ | ----- |
| 1    | Brésil | 1  | 0      | 0      | 1     |
| 2    | Serbie | 0  | 1      | 0      | 1     |
| 3    | Russie | 0  | 0      | 1      | 1     |